# Aella (mitologia)
Aella (dal greco antico Ἄελλα, Áella, che significa "turbine" o "tempesta") era un'amazzone nella mitologia greca, nota per la sua eccezionale velocità e per essere stata la prima a combattere Eracle durante la sua nona fatica per recuperare la cintura della regina Ippolita.

## Mitologia

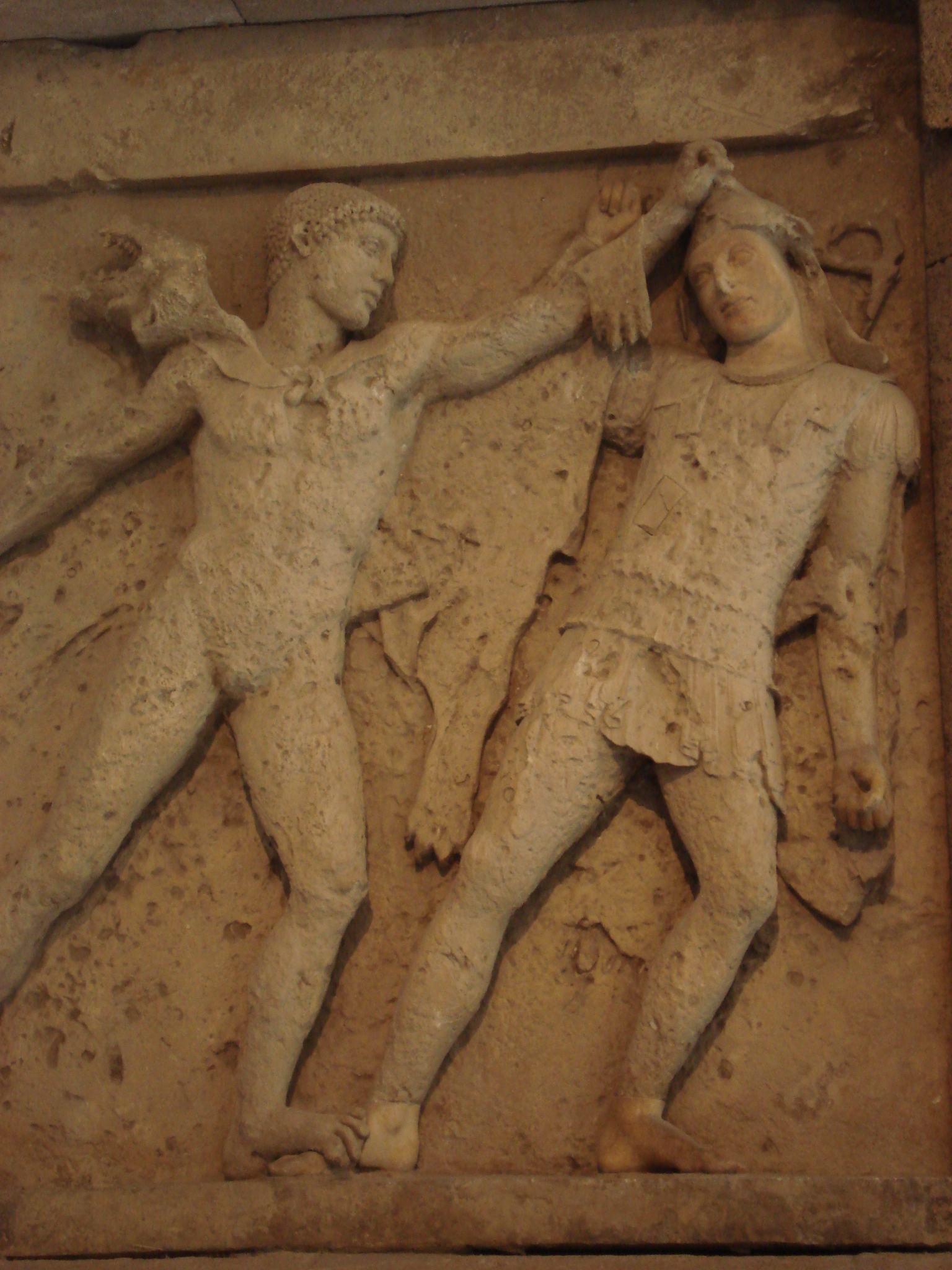
La lotta dell'amazzone con Eracle

La nona fatica di Eracle, imposta da Euristeo, consisteva nel recuperare la cintura della regina delle Amazzoni, Ippolita, per sua figlia Admeta. Eracle navigò verso la terra delle Amazzoni e inizialmente fu accolto favorevolmente da Ippolita, che ammirava il suo eroismo. Tuttavia, Era, sotto mentite spoglie, incitò le Amazzoni ad attaccare Eracle, scatenando una battaglia. Aella, il cui nome significa "turbine" o "tempesta", fu la prima ad attaccare l'eroe. Nonostante il suo coraggio e la sua eccezionale velocità, Aella fu sconfitta e uccisa da Eracle, che indossava la pelle del Leone di Nemea, rendendolo invulnerabile.

## Famiglia
Le Amazzoni, figlie del dio della guerra Ares e della ninfa Armonia, erano conosciute come feroci e indipendenti guerriere. Spesso venivano rappresentate come residenti nella regione intorno al Mar Nero, anche se la posizione esatta della loro terra natale varia in diversi resoconti. Alcuni scrittori antichi collocano le Amazzoni vicino al fiume Termodonte nell'attuale Turchia, mentre altri suggeriscono la Scizia o la Libia.

## Menzioni nella letteratura antica
Aella è menzionata da Diodoro Siculo nella sua Bibliotheca historica (Biblioteca storica) 4.16.3, dove sottolinea la sua rapidità e il fatto che fu la prima Amazzone a combattere contro Eracle:
«Ora, la massa generale delle Amazzoni si schierò contro il corpo principale dei seguaci di Eracle, ma le donne più onorate si disposero di fronte allo stesso Eracle e diedero battaglia con ostinazione. La prima, per esempio, a ingaggiare battaglia con lui fu Aella, che aveva ricevuto questo nome per la sua velocità, ma trovò il suo avversario più agile di lei stessa.»

## Eredità
La storia di Aella è una delle molte che illustrano le abilità delle Amazzoni, le cui capacità marziali sono diventate simboli di femminilità sfidante e forza. Continuano a ispirare rappresentazioni nella letteratura, nell'arte e nella cultura popolare odierna, servendo come potenti figure di donne guerriere indipendenti.

## Significato del nome
Il nome Aella significa "turbine" o "tempesta" in greco antico, riflettendo la sua straordinaria velocità e agilità in battaglia.

### Fonti primarie
- Diodoro Siculo, Bibliotheca historica, Libro IV, 16.
- Apollonio Rodio, Le Argonautiche, Libro II.

### Fonti moderne
- Adrienne Mayor, Le Amazzoni: Vite e leggende delle donne guerriere nel mondo antico, Princeton University Press, 2014.
- Anna Ferrari, Dizionario di mitologia greca e latina, Torino, UTET, 1999. ISBN 8877507543.